# The Killing of John Lennon
Pour plus de détails, voir Fiche technique et Distribution.
The Killing of John Lennon est un film biographique américano-britannique sur l'assassinat de John Lennon, réalisé par Andrew Piddington (en), sorti en 2006 au Royaume-Uni et en 2008 aux États-Unis.

## Synopsis
Le film retrace le parcours de Mark David Chapman dans les mois qui ont précédé l'assassinat de John Lennon, avec des flash-backs sur sa vie d'avant, alors qu'il lisait le roman L'Attrape-cœurs de J. D. Salinger.

## Fiche technique
- Réalisation : Andrew Piddington (en)
- Scénario : Andrew Piddington
- Producteur : Rakha Singh
- Photographie : Roger Eaton
- Musique : Martin Kiszko, Makana
- Montage : Tony Palmer
- Durée : 114 minutes
- Dates de sortie :
  - 15 juillet 2006 : Festival international du film d'Édimbourg
  - 2 janvier 2008 :  États-Unis

## Distribution
- Jonas Ball : Mark David Chapman
- Richard Sherman/Tom J. Raider : John Lennon
- Joe Abbate : chauffeur de taxi
- Gail Kay Bell : le psychiatre
- J. Francis Curley : sécurité
- Nicole Delorey : fille du magasin
- Sofia Dubrawsky : Jude
- Krisha Fairchild : la mère de Chapman
- Howard Bishop : le père de Chapman
- Jane Fox : une prostituée
- James Hadde : Scientologue
- Zero Kazama : Scientologue
- Robert C. Kirk : Det. John Sullivan
- Thomas A. McMahon : Spiro
- Mie Omori : Gloria Chapman
- Joe Rosario : inspecteur de Police
- John Sierros : Reporter
- Anthony Solis : vendeur d'armes
- Tom Zolandz : Goresh
- Yuka Sanabe/Yan Xi : Yoko Ono

John Lennon, George Harrison, Paul McCartney et Ringo Starr apparaissent dans des images d'archive des années 1960.

## Distinctions
- 2007 : Mention spéciale au Tribeca Film Festival
- 2008 : Andrew Piddington nommé pour le British Academy Film Award du meilleur nouveau scénariste, réalisateur ou producteur britannique[2]